# William Parish Chilton senior

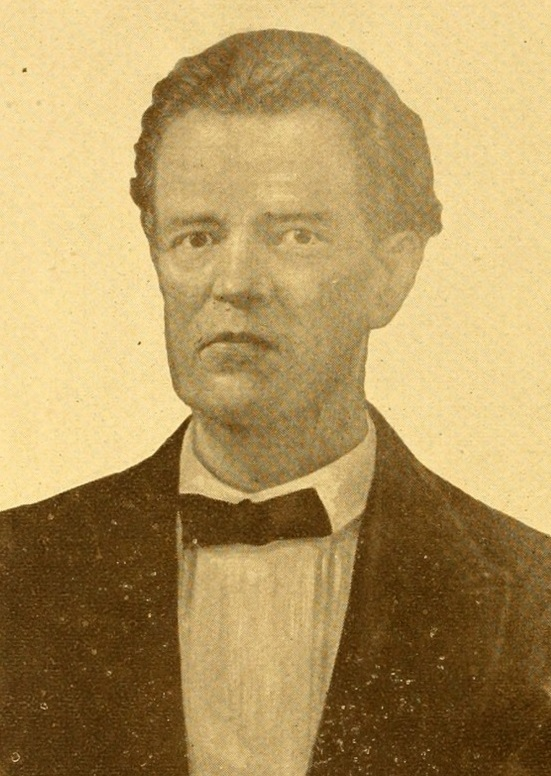
William Parish Chilton senior

William Parish Chilton Sr. (* 10. August 1810 im Hardin County, Kentucky; † 20. Januar 1871 in Montgomery, Alabama) war ein US-amerikanischer Jurist und Politiker.
Chilton wurde in Kentucky geboren und war der Bruder von Thomas Chilton, der für Kentucky dem US-Repräsentantenhaus angehörte. Später zog er nach Alabama und wurde 1839 ins dortige Repräsentantenhaus gewählt. Er war zwischen 1852 und 1856 oberster Richter am Alabama Supreme Court. Im Jahr 1859 war er Mitglied des Senats von Alabama.
Chilton vertrat Alabama im Provisorischen Konföderiertenkongress sowie dem ersten und dem zweiten Konföderiertenkongress von 1861 bis zur Niederlage der Konföderation 1865.
Das Chilton County in Alabama wurde nach ihm benannt. 